# NGC 621
NGC 621 (również PGC 5984 lub UGC 1147) – galaktyka soczewkowata (SB0), znajdująca się w gwiazdozbiorze Trójkąta. Odkrył ją Édouard Jean-Marie Stephan 24 listopada 1883 roku.